# Avatar, the Last Airbender: The Legacy of Yangchen
The Legacy of Yangchen ou Chronicles of the Avatar Book 4 é um romance publicado em 2023 pelo autor F.C. Yee pela editora norte-americana Amulet Books. É baseado na série animada de televisão Avatar: The Last Airbender.
É o quarto livro da série Chronicles of the Avatar.

## Sinopse
Avatar Yangchen conseguiu trazer uma certa estabilidade a Bin-Er, mas o seu sucesso foi limitado a uma única cidade, e os rumores sobre a Unanimidade - uma arma capaz de obliteração total - levaram a tensões crescentes entre as Quatro Nações. Desesperada para restaurar a diplomacia, Yangchen tenta diminuir as hostilidades entre chefes de estado. Mas após um assassinato brutal e a libertação de Unanimidade, Yangchen é forçada a trazer Kavik – o ex-companheiro de confiança cuja traição a esmagou – de volta ao seu rebanho. À medida que as Quatro Nações oscilam à beira do conflito e ela começa a desvendar a verdadeira agenda de Zongdu Chaisee, sedenta de poder, Yangchen é forçada a medir o valor da humanidade e quanto pode ser sacrificado em nome do equilíbrio.

## Produção
Seu lançamento foi planejado para 18 de julho de 2023. O primeiro capítulo do livro foi disponibilizado gratuitamente na internet.

## Lançamento
Foi lançado oficialmente nas livrarias dos Estados Unidos em 18 de julho de 2023. Ainda não há previsão de data para o Brasil.

## Recepção
Cole Rush, do site The Quill to Live, opina que  "... das quatro novels de Avatar de FC Yee [...] é a mais fraca por um justa margem", dizendo estar decepcionado com a história.
No site da Amazon, o livro possui uma avaliação pública de 4,7/5, baseada em 573 avaliações.